# Karol Penson
Karol Andrzej Penson (ur. 1946 w Warszawie) – polski fizyk i muzyk pochodzenia żydowskiego, działający we Francji, profesor Université Pierre et Marie Curie.

## Biografia
Pochodził z rodziny żydowskiej. Był synem, Adama Pensona, pochodzącego z Płocka nauczyciela i redaktora lotniczego pisma Skrzydła Wolności. Jego stryj, Jakub Penson był rektorem Akademii Medycznej w Gdańsku. 
Rozpoczął studia na Wydziale Fizyki Uniwersytetu Warszawskiego, które przerwał na piątym roku. W 1968 w związku z kryzysem marcowym i antysemicką atmosferą wyemigrował wspólnie z matką do Izraela, tam studiował w Instytucie Naukowym Weizmana. Następnie przeniósł się do Berlina Zachodniego, gdzie pracował nad doktoratem, wreszcie do Francji. Od 1989 był profesorem na VI Uniwersytecie Sorbony. Zajmował się fizyką teoretyczną, prowadził badania badania w zakresie matematyki stosowanej, teorii prawdopodobieństwa, mechaniki statystycznej i fizyki kombinatorycznej.
Od młodości zajmował się również muzyką, będąc uczniem Rafała Nowackiego. Jest autorem wielu transkrypcji fortepianowych, z których część nagrał na fortepianie Cyprien Katsaris i w 2018 ukazały się na płycie. 
Jego biografia została przedstawiona w książce „Reszta ciała” autorstwa Rafała Kowalskiego z Muzeum Żydów Mazowieckich w Płocku.